# Colibrí amazília cuablau
El colibrí amazília cuablau (Amazilia cyanura) és una espècie d'ocell de la família dels troquílids (Trochilidae) que habita zones amb vegetació oberta, al vessant centreamericà del Pacífic des de Chiapas fins Nicaragua occidental, i al vessant del Carib del centre d'Hondures.